# Cheval de Mérens
Cheval de Mérens är en hästras av liten kallblodstyp som härstammar från södra Frankrike. I Sverige kallas rasen även för ariégeoisponny efter det franska departementet Ariège, i regionen Occitanien, vid gränsen mot Spanien och Andorra i södra Frankrike där hästen funnits längst och numera är relativt vanlig. Det är få i Sverige som känner till något om denna hästras, men sedan den nästan utrotats på 1970-talet med endast 40 registrerade mérenshästar har en medveten avel för att bevara rasen skett i främst Ariège, men även andra delar av södra Frankrike. Numera finns avel även i resten av Frankrike samt i Holland och Belgien. I Sverige finns minst två importerade och registrerade valacker. Den lilla häst som finns återgiven i en del grottmålningar och ristningar i Ariège påstås vara en gammal släkting till mérenshästen vilket gör den till en av världens äldsta raser. Hästen har bara en färg, svart, men kan på grund av inblandning av andra raser någon gång ha vita tecken. Men den renrasiga gamla typen ska vara helt svart.
Julius Caesar kände till rasen och skrev mycket om den i sina "Anteckningar om galliska kriget". Mérenshästar drog också artilleriet i Napoleon's Grande Armée.[källa behövs]

## Historia
Man tror att mérenshästen har orientaliskt blod i sig efter att de romerska legionärerna korsade ponnyerna med sina klövjeston. Man tror att rasen är ättlingar till de hästar som finns avbildade på 30 000 år gamla grottmålningar i området. 1947 öppnades stamboken för rasen i syfte att försöka behålla den gamla rasens standard men det har fram till 1970-talet varit tillåtet att till viss del blanda in andra raser för att undvika för stor inavel, bl. a. den mindre castillonhästen samt de stora kallblodsraserna comtois och percheron. Så sent som 1971 tillförde man arabiska fullblod i en gren av rasen för att förädla och förbättra rasen.

## Egenskaper
Mérenshästen är troligen sedan lång tid tillbaka släkt med friesern och de engelska raserna fellponny, från de Cumbriska bergen i England och dalesponnyn. Den enda färgen som är tillåten är svart, men vita tecken och även enstaka bruna hästar visar på att andra raser har använts i aveln. Ibland kan mankhöjden på mérenshästen överstiga den tillåtna höjden och vara över 150 vilket räknas som stor häst. På senare år har en "sportvariant" avlats fram som kan vara något högre.
Hästen är stark och robust och väldigt säker på foten efter att i århundraden vistats fria på bete uppe i bergen under somrarna tillsammans med traktens kor, getter och får, på så kallade transhumans eller betesflyttningar, att jämföra med vår fäboddrift. Sedan 1980-talet har denna transhumans återupptagits, så många av dagens mérenshästar i Ariège lever i bergen under somrarna och utvecklar på så vis åter sina unika klätteregenskaper. Rasen var väldigt eftertraktad av smugglare förr i tiden på grund av detta och användes som klövjehästar vid smuggling till och från Spanien. Den har också varit utmärkt som arbetshäst i jordbruket i dalarna och som rid- eller klövjedjur för bönderna. Rasen klarar sig på lite foder och arbetar ofta utan skor då hovarna är tåliga och starka.